# Folkenberg
Folkenberg az Amerikai Egyesült Államok északnyugati részén, Oregon állam Multnomah megyéjében elhelyezkedő önkormányzat nélküli település.